# Manuel del Mar
Manuel del Mar fue un militar, periodista, editor y político peruano. 
Siendo encargado de la imprenta republicana en el Cusco, editó en 1846 el periódico "El Demócrata Americano" que apareció de manera irregular entre diciembre de 1846 y diciembre de 1847 sumando 200 números. Es el inicio de un periodismo de mayor envergadura en la región sin tinte oficial. Incorpora una visión internacional a sus noticias y deja apreciar cierto carácter literario adoptando el formato tabloide que regirá la presentaicón de la prensa posterior.
Fue miembro del Congreso Constituyente de 1860 por la provincia de Cotabambas entre julio y noviembre de 1860. durante el tercer gobierno de Ramón Castilla. Este congreso elaboró la Constitución de 1860, la séptima que rigió en el país y la que más tiempo ha estado vigente pues duró, con algunos intervalos, hasta 1920, es decir, sesenta años. Luego de expedida la constitución, el congreso se mantuvo como congreso ordinario hasta 1863 y fue elegido nuevamente en 1864.